# Microctenopoma ocellifer
Microctenopoma ocellifer — тропічний прісноводний вид африканських лабіринтових риб з родини анабасових (Anabantidae).

## Опис
Максимальний відомий розмір — 45 мм стандартної (без хвостового плавця) довжини. Форма типова для роду Мікроктенопома, тіло досить товсте спереду й сильно стиснуте з боків в задній частині. Висота тіла в 2,6 рази, а довжина голови в 3 рази менші за стандартну довжину. Висота хвостового стебла в 2 рази менша за довжину голови, а його довжина становить лише половину діаметра ока, який у свою чергу в 3,6 рази менший за довжину голови. Морда коротка (в 5 разів менша за довжину голови), закруглена. Нижня щелепа трохи виступає вперед, довжина верхньої щелепи в 3,5 рази менша за довжину голови, вона сягає рівня переднього краю ока. Міжорбітальна відстань у 4 рази менша за довжину голови. Кілька шипів розташовані вище й нижче вирізу в зябровій кришці.
Спинний плавець має 16-18 твердих і 7-10 м'яких променів, анальний 9-11 твердих і 7-10 м'яких. Найдовший твердий в 2,5 рази, а найдовший м'який промінь спинного плавця в 1,7 рази коротші за довжину голови, найдовші промені анального плавця — відповідно в 2,5 і 1,7 рази. Довжина грудних плавців в 1,4 рази менша за довжину голови, їхні кінці сягають рівня початку анального плавця. Загострені кінці черевних плавців заходять трохи далі назад, їхня довжина в 1,6 рази менша за довжину голови. Хвостовий плавець округлий, в 1,6 рази коротший за довжину голови.
25-27 лусок у бічному ряді, 9-14 у верхній і 5-10 у нижній бічній лінії.
Забарвлення темно-сіре, черево блідіше, плавці, крім грудних, темніші. На боках присутній слабкий малюнок із темних та блідих смужок, що перехрещуються між собою. Невиразна темна пляма розташована біля основи хвостового плавця. Черевні плавці чорні, по краях бліді.

## Поширення
Microctenopoma ocellifer відома з верхньої частини басейну річки Конго. Обмежується районом озера Упемба (фр. Upemba) в басейні верхньої Луалаби, провінція Катанга в Демократичній Республіці Конго. Невідома з районів на північ від стрімких порогів біля від міста Анкоро (фр. Ankoro), а також з районів, розташованих на південь від боліт озера Упемба. 1986 року 15 екземплярів цього виду зловили в річці Луаве (фр. Luawe), притока Лукуги.
Інформація про чисельність виду та чинники, які б загрожували його існуванню, відсутні. Частина ареалу поширення Microctenopoma ocellifer розташована в природоохоронній зоні Національного парку Упемба.

## Біологія
Бентопелагічний вид.
Належить до числа видів, що під час нересту будують гнізда з бульбашок.